# جونسون تايلور
جونسون تايلور (بالإنجليزية: Johnson Taylor) هو سياسي أمريكي، ولد في 27 نوفمبر 1849 في مقاطعة غرانت في الولايات المتحدة، وتوفي في 25 فبراير 1931 في أورتينغ في الولايات المتحدة. حزبياً، نشط في الحزب الجمهوري. وقد انتخب عضو مجلس نواب واشنطن.